# ژرژ رولن
ژرژ رولن (فرانسوی: Georges Rollin‎؛ ۶ آوریل ۱۹۱۲ – مارس ۱۹۶۴) هنرپیشه اهل فرانسه بود.
از فیلم‌ها یا برنامه‌های تلویزیونی که وی در آن نقش داشته‌است می‌توان به در مسافرخانه اتفاق افتاد، اولتیماتوم اشاره کرد.